# Liao Yan-jun
Liao Yan-jun (chinesisch 廖晏均, Pinyin Liào Yànjūn; * 30. September 1998) ist eine taiwanesische Sprinterin.

## Sportliche Laufbahn
Erste internationale Erfahrungen sammelte Liao Yan-jun bei den Asienspielen 2018 in der indonesischen Hauptstadt Jakarta, bei denen sie im 100-Meter-Lauf mit 11,71 s im Halbfinale ausschied und mit der taiwanesischen 4-mal-100-Meter-Staffel auf den sechsten Platz gelangte.

## Persönliche Bestleistungen
- 100 Meter: 11,64 s (+0,1 m/s), 12. März 2018 in Neu-Taipeh[1]
- 200 Meter: 24,36 s (+0,1 m/s), 30. September 2018 in Taipeh

## Bemerkungen
1. ↑  Entspricht den Daten der ”Chinese Taipei Athletics Association“ (nur auf Chinesisch verfügbar), Fehler beim Übertragen in IAAF-Datenbank

| Personendaten    | Personendaten          |
| ---------------- | ---------------------- |
| NAME             | Liao, Yan-jun          |
| KURZBESCHREIBUNG | taiwanische Sprinterin |
| GEBURTSDATUM     | 30. September 1998     |